# عملية النسر الأسود
عملية النسر الأسود هي عملية عسكرية جرت خلال حرب العراق في الفترة ما بين عام 2003 إلى عام 2011، وتُعد العملية رقم 381 ضمن حرب العراق عام 2003. خاضت فيها القوات الأمريكية والبولندية والعراقية معارك عنيفة ضد مسلحين موالين لرجل الدين مقتدى الصدر، في مدينة الديوانية عاصمة محافظة القادسية العراقية، بهدف السيطرة على المدينة.
استهدفت الطائرات الحربية الأمريكية مواقع المسلحين بصواريخ "هيلفاير" داخل المدينة وفي محيطها. وبحسب بيانات رسمية صادرة بتاريخ 7 أبريل 2007، أكدت السلطات العراقية مقتل ستة من المتمردين وأسر 39 آخرين. وفي 10 أبريل 2007، أُعلن عن انتهاء العمليات القتالية، ودخلت العملية في مرحلة إعادة الإعمار.
تجدر الإشارة إلى أن هذه العملية لا ترتبط بعملية "النسر الأسود الثانية" التي جرت في يناير من نفس العام.

## ملخص
جرت عملية النسر الأسود في مدينة الديوانية، عاصمة محافظة القادسية، التي يُقدر عدد سكانها حينها بنحو 500 ألف نسمة، وتحتل المرتبة الرابعة عشرة من حيث عدد السكان في العراق.
في تمام الساعة 6:30 صباحًا، بدأت القوات المشتركة دخول المدينة وشرعت بتنفيذ المهام العسكرية، وأسفرت عن اعتقال 39 عنصرًا من المسلحين. وفي اليوم التالي، استولت القوات على عدد غير محدد من مخابئ الأسلحة، وفي اليوم الأخير من العملية (10 أبريل)، تقرر منح سكان المدينة حرية تنقل أوسع، وتم رفع الطوق الأمني جزئيًا.

## المشاركون
شاركت أربع دول في هذه العملية، رغم أن المملكة المتحدة لم تلعب دورًا مباشرًا كبيرًا. أسهمت القوات البولندية بشكل محدود، وأسفر ذلك عن مقتل جندي بولندي واحد.
أما الجانب الأمريكي، فقد شارك عبر السرب الأول من فوج الفرسان الرابع عشر التابع للواء الثالث من فرقة المشاة الثانية، بالإضافة إلى فريق الانتقال العسكري 0800.
تولت هذه الوحدات القيادة بالتعاون مع الفرقة العراقية الخاصة الثامنة والقوات متعددة الجنسيات – بغداد. وقد اعتُبرت الفرقة العراقية الخاصة الثامنة واحدة من أفضل الوحدات في الجيش العراقي آنذاك.
في المقابل، واجهت هذه القوات جيش المهدي، وهو تنظيم شيعي مسلح بقيادة مقتدى الصدر. وقد أسفرت المواجهات عن مقتل 6 جنود أمريكيين، و29 جنديًا عراقيًا، في حين قُتل 25 عنصرًا من جيش المهدي وأُسر 39 آخرون.

## العواقب
عقب انتهاء العملية، شهدت المدينة حالة من الاستقرار النسبي، نتيجة تراجع نشاطات الميليشيات واعتقال أو تصفية العديد من عناصرها.
لكن هذا الاستقرار لم يدم طويلًا؛ ففي منتصف مايو/أيار 2007، تجددت المواجهات العنيفة داخل المدينة. وفي 11 أغسطس من نفس العام، انفجرت قنبلة مزروعة على جانب الطريق استهدفت موكب محافظ الديوانية خليل جليل حمزة، ما أدى إلى مقتله مع قائد الشرطة في المحافظة، العميد خالد حسن.